# Yunyangosaurus
Yunyangosaurus is een geslacht van vleesetende theropode dinosauriërs, behorende tot de Tetanurae, dat tijdens de middelste Jura leefde in het gebied van het huidige China. De enige benoemde soort is Yunyangosaurus puanensis.

## Vondst en naamgeving
In 2016 werd bij het dorp Laojun ten zuidwesten van Puan in de prefectuur Yunyang in Chongqing het skelet gevonden van een theropode. Het werd opgegraven door Han Xiangsong en geprepareerd door Zhang Yuqing. In 2019 benoemde Dai Hui de soort Yunyangosaurus puanensis maar in een verzameling abstracts van lezingen voor de Society of Vertebrate Paleontology. Aangezien die sinds enkele jaren niet meer gedrukt worden, bleef de naam een ongeldige nomen non rite publicatum.
In 2018 werd de typesoort Yunyangosaurus puanensis benoemd en beschreven door Dai Hui, Roger Benson, Hu Xufeng, Ma Qingyu, Tan Chao, Li Ning, Xiao Ming, Hu Haiqian, Zhou Yuxuan, Wei Zhaoying, Zhang Feng, Jiang Shan, Li Deliang, Peng Guangzhao, Yu Yilun en Xu Xing. De geslachtsnaam is afgeleid van Yunyang. De soortaanduiding verwijst naar de herkomst bij Puan.
Het holotype, CLGPR v00002, is gevonden in een laag van de late Xintiangouformatie die volgens de beschrijvers dateert uit het de middelste Jura, ruwweg 170 miljoen jaar oud. Ze wezen er echter op dat volgens sommige onderzoeken het einde van de formatie in het Oxfordien ligt, dus in de late Jura. Het bestaat uit een gedeeltelijk skelet zonder schedel. Het bewaart zeven wervels van de nek — twee voorste, drie middelste en twee achterste — en vier van de rug — drie voorste en een voorste middelste —, twee nekribben, minstens twee ribben en drie chevrons. Het skelet lag niet verband maar de botten lagen bij elkaar op een oppervlakte van vijf vierkante meter waarop zich geen verder theropode materiaal bevond dat ook in de verdere omgeving niet te vinden was. Het maakt deel uit van de collectie van het Chongqing Laboratory of Geoheritage Protection and Research. Het betreft een jongvolwassen individu.

## Beschrijving

### Grootte en onderscheidende kenmerken
De beschrijvers schatten de lichaamslengte van het holotype op 4,7 meter. De volwassen grootte kan iets hoger gelegen hebben.
De beschrijvers stelden verschillende, ten opzichte van de Tetanurae als geheel, onderscheidende kenmerken vast. Sommige daarvan zijn autapomorfieën, unieke afgeleide eigenschappen. Bij de draaier, de tweede halswervel, loopt de onderzijde van het wervellichaam overdwars taps toe zodat een driehoekig profiel in achteraanzicht ontstaat. Bij de draaier heeft de richel tussen het doornuitsteeksel en het achterste gewrichtsuitsteeksel een extra richel evenwijdig aan de binnenzijde lopen. Bij de draaier bevindt zich aan de basis van de voorrand van het doornuitsteeksel een bolvormige structuur. Bij de halswervels steken de epipofysen sterk uit en zijn naar achteren gericht. De achterste halswervels en de voorste ruggenwervels hebben (overdwars) gevorkte doornuitsteeksels. Bij de ruggenwervels liggen direct onder de parapofysen, de facetten voor de onderste ribkoppen, opvallende uithollingen.
Daarnaast is er een unieke combinatie van op zich niet unieke kenmerken. Het intercentrum van de draaier is in zijaanzicht min of meer driehoekig in plaats van rechthoekig. Bij de draaier is de richel tussen het doornuitsteeksel en het achterste gewrichtsuitsteeksel sterk ontwikkeld, net als bij basale theropoden. De halswervels hebben een plat voorste gewrichtsfacet zoals bij basale theropoden maar afwijkend van de meeste Tetanurae welke een bol facet hebben. De voorste halswervels zijn gekield, een basaal kenmerk. Sommige halswervels hebben extra achterste pleurocoelen, een basaal kenmerk. De achterste halswervels hebben duidelijk epipofysen, uitsteeksels op de basis van het achterste gewrichtsuitsteeksel, anders dan de meeste tetanuren uit de eerdere Jura. De doornuitsteeksels van de voorste ruggenwervels zijn sterk gevorkt terwijl de meeste basale tetanuren hoogstens een zwakke splitsing tonen. De voorste ruggenwervels hebben krachtig ontwikkeld hypapofysen, onderste verdikkingen van de rand van het voorste gewrichtsfacet, terwijl de meeste verwanten hoogsten zwakke verdikkingen hebben.

### Skelet
Yunyangosaurus toont enkele afgeleide kenmerken die typisch zijn voor Tetanurae. Bij de draaier is het doornuitsteeksel smal in zijaanzicht en ietwat staafvormig. Bij de voorste halswervels zijn de voorste gewrichtsuitsteeksels vergroot en geheel zijdelings van het ruggenmergkanaal gelegen. De voorste ruggenwervels zijn duidelijk gekield.
Het taxon mist echter verschillende eigenschappen die men zelfs bij basale tetanuren zou verwachten. Opvallend zijn de relatief platte uiteinden van de halswervels. Die zijn meestal opisthocoel: met een bolle voorkant die in de holle achterkant van de voorliggende wervel past. Bij Yunyangosaurus is er slechts een lichte bolling aan de voorkant en dat alleen nog maar bij de voorste wervel; de meer achterste in de reeks zijn volledig vlak. Ook hebben de halswervels nog dubbele pleurocoelen, pneumatische uithollingen van hun zijkanten, terwijl bij tetanuren de achterste meestal verdwenen zijn. Daarbij is het afwijkend dat op de draaier de lamina tussen doornuitsteeksel en de postzygapofyse nog zo goed ontwikkeld is.
De platte wervels en de dubbele pleurocoel komen ook voor bij de Piatnitzkysauridae en Dai suggereerde een verwantschap met die groep. Verdere overeenkomsten zijn de horizontale, in plaats van schuin naar boven en voren gerichte, onderkant van het intercentrum van de draaier; een opstaande rand rond de gewrichtsfacetten van de halswervels; en de gevorkte voorste doornuitsteeksels van de rug.
De platycoele draaier is duidelijk gepneumatiseerd, zij het enkelvoudig. De pleurocoel aan de linkerzijde is smal maar extreem diep. Hoewel de onderzijde taps toeloopt is er geen echte kiel vanwege een afronding overdwars. Het ruggenmergkanaal is relatief wijd. De achterste gewrichtsuitsteeksels, de postzygapofysen, zijn goed ontwikkeld en dragen grote epipofysen die de gewrichtsfacetten nog overhangen en iets schuin naar binnen gericht zijn. In de achterste groeve van het doornuitsteeksel liggen kleinere gepaarde extra verticale richels aan de binnenzijden van de normale hoofdrichels richting postzygapofysen. De volgende bewaarde halswervel is relatief langwerpig, 1,44 maal langer dan hoog en ook breder dan hoog. Dat duidt op een vrij lange en wat afgeplatte nek. Het doornuitsteeksel is hier vrij kort, plaatvormig en schuin naar achteren gericht. De middelste halswervels hebben dezelfde proporties maar missen de versmalling op de onderzijde. Ze dragen slanke verticale knuppelvormige doornuitsteeksels. De achterste halswervels hebben relatief diepe uithollingen aan de voorste en achterste bases van hun slanke en licht gevorkte doornuitsteeksels. Ze missen de achterste pleurocoelen.
De drie bewaarde voorste ruggenwervels hebben een standaardbouw: platycoel, ingesnoerd en met enkelvoudige pleurocoelen en een hypapofyse aan de voorste onderrand. De doorborende pleurocoelen ontbreken bij de meer achterste wervel maar die heeft wel een ondiepe uitholling op de zijkant. Het secundaire achterste gewrichtsuitsteeksel, de hyposfeen, is hoog rechthoekig in plaats van driehoekig met de punt naar boven zoals bij veel basale tetanuren. Naast de hyposfeen liggen horizontale richels, wat wel bij meer verwanten voorkomt. Hun doornuitsteeksels zijn sleutelvormig en dieper gevorkt. De meer achterste wervel is amfiplat, aan beide zijden vlak. De hyposfeen is hier minder ontwikkeld. Het hypantrum waar de hyposfeen van de voorliggende wervel in past, is echter opvallend diep. De richel tussen doornuitsteeksel en voorste gewrichtsuitsteeksel is veel beter ontwikkeld dan bij de voorste ruggenwervels. Het doornuitsteeksel is vermoedelijk plaatvormig.
Bij de halsribben maken de twee ribkoppen een hoek van 70° met elkaar. De ribben van de borstkas missen een bovenste pneumatopoor en zijn dus vermoedelijk niet gepneumatiseerd door de luchtzakken. Hun dwarsdoorsnede is rond. Bij de chevrons van de staart is het haemaalkanaal verticaal kort, een vijfde van de hoogte uitmakend.

## Fylogenie
Yunyangosaurus werd in 2020 in de Tetanurae geplaatst. Een verdere determinering bleek lastig. Door het beperkte materiaal leverde een toevoeging aan gegevensverzamelingen in een cladistische analyse steeds polytomieën of "kammen" op, grote groepen taxa waarvan de onderlinge verwantschap niet kon worden bepaald. De vermoede plaatsing in de  Piatnitzkysauridae kon dus niet worden bewezen. Statistische bewerkingen suggereerden althans een verwantschap met Megalosauroidea.